# B.O.B.'s Big Break
B.O.B.'s Big Break é um curta animado 3-D de 2009 baseado no filme Monsters vs. Aliens. O curta foi primeiramente exibido na Nickelodeon em 2-D 26 de Setembro de 2009 e 3 dias depois foi lançado  com o Blu-Ray de Monsters vs. Aliens e com o DVD duplo especial desse mesmo filme.
No curta BOB, Dr. Barata, Ph.D., e Elo Perdido estão tentando despistar General WR Monger para escapar da Área 52, célula do governo exploração ultra - secreta.

## Enredo
Em 1968, o aniversario de B.O.B. era comemorada com pequenos enfeites e um bolo de aniversario um bolo de aniversário com escovas de dente. Doutor barata da para B.O.B. um bolo radioativo levando ele ao uso da radiação atômica, permitindo Dr. Barata e Elo Perdido fugiram, mas o plano falha e B.O.B ganha poder de ler a mente de quem ele toca. Dr. Barata tem outro premio ler a mente do General W.R Monger e descobrir onde estão os veículos de fuga e depois usarem o poder de B.O.B. ara descobrir os segredos do mundo.
O general é atraído para a prisão onde os monstros estão jogando um jogo. B.O.B. tocou Geral Monger e revelou que havia uma porta atrás de um cartaz dele dizendo: "Eu estou sempre observando você - sempre" e tem o código de acesso "1-2-3-4". Eles tentam escapar, mas o General Monger está tentando detê-los. B.O.B. então tem que derrotar Monger. Em seguida, eles voam em um helicóptero militar, e BOB trava o avião, e Monger os encontra. B.O. B. perde seu poder. Então, eles continuam a festa, e Bob comenta: "Esta é a melhor festa de aniversário de sempre!" e os monstros suspiram.

## Elenco de Voz
- Seth Rogen como B.O.B.
- Hugh Laurie como Dr. Cockroach, Ph.D
- Will Arnett como Elo Perdido
- Kiefer Sutherland como General Warren R. Monger
- Mike Mitchell como Homem invisível